# Josep Maria Guix Sugranyes
|  | «Josep Maria Guix » redirigeix aquí. Vegeu-ne altres significats a «Josep Maria Guix (desambiguació)». |

Josep Maria Guix Sugranyes (Barcelona, 1911 - Reus, 1993) fou un escriptor reusenc, fill de Josep Guix Lladó.
Va néixer incidentalment a Barcelona però els seus pares eren de Reus i van retornar a la seva ciutat al cap d'uns mesos. Ell sempre va dir que se sentia reusenc. Més tard va estudiar dret a Barcelona i es va llicenciar el 1934. Durant la república va col·laborar al Diari de Reus i va ser director de l'Avui: diari d'avisos i notícies. Sota el règim de Franco fou secretari de la Cambra de la Propietat Urbana. El 1958 va crear la revista Urbs: boletín de la Cámara de la Propiedad Urbana que va durar fins al 1963 i tenia un contingut bàsicament literari; va col·laborar en diversos diaris i va donar conferències sobre Reus. El 1953 en un debat a la radio va oferir un milió de pessetes de l'època (una fortuna) al qualsevol que demostrés que l'arquitecte Antoni Gaudí era de Riudoms en lloc de Reus com ell defensava. Va publicar diversos llibres el més notable dels quals és la Història de la Reial Congregació de la Puríssima Sang de Reus (segles XVI-XX) (Reus, 1990). El 1987 fou declarat fill adoptiu de Reus.